# Ергативні мови
Ергативні мови (дав.-гр. ἐργάτης — дійова особа) — мови, в яких речення з перехідними і неперехідними дієсловами мають різну структуру: суб'єкт при неперехідному дієслові оформляється як об'єкт при перехідному, а суб'єкт при перехідному дієслові стоїть в особливому (ергативному) відмінку.
Особливість ергативних мов у тому, що дієслово-присудок має подвійний синтаксичний зв'язок з підметом — дієслово не лише узгоджується з підметом, але й одночасно керує ним. Граматично це виражається у постановці підмета в особливому, так званому ергативному відмінку, чи відмінку діяча, якщо дієслово перехідне, та в абсолютному відмінку, якщо дієслово неперехідне.
Певне приблизне значення про ергативну конструкцію можуть дати речення типу «Твір написано початківцем» чи «Дівчинку врятовано пожежниками», де підмети стоять не у називному, а в непрямому відмінку, тобто приблизно так, як у мовах ергативної будови.